# Extension (filosofi)
Extension är omfånget av de faktiska saker som ett språkligt uttryck refererar till, och som manifesterar uttryckets meningsinnehåll eller intension.

## Beskrivning
Medan intensionen enbart begrips av intellektet är extensionen vanligtvis påtaglig, hörbar, synlig, eller på andra sätt öppen för granskning. Till exempel, om innehållet i begreppet människa utgörs av en idé eller föreställning om människan, så utgörs dess extension av alla människor som har funnits, finns, eller kommer att finnas. 
I någon mening kan extensionen även omfatta beskrivningar, bilder, eller skulpturer som är påtagliga och kan manifestera begreppsinnehållet. T.ex. när en skulptur innehar igenkännbara egenskaper som den delar med människan bildas en koextensionell relation: en människoskulptur som exemplifierar människobegreppet.

## Användning
- Inom extensionella vetenskaper som t.ex. matematik är extension mängden som ett uttryck refererar till.

- Enligt filosofen Frege (1848–1925) utgör extensionen sanningsvärdet i en språklig sats.

- Extensionalitetsprincipen är antagandet att extensionen för ett sammansatt uttryck är en funktion av beståndsdelarnas extensioner. T.ex. sanningsvärdet i en språklig sats bestäms då inte primärt av valet av ord, utseende, dialekt, eller vem som säger dem, utan av vad orden faktiskt refererar till. Dessutom kan olika ord referera till en och samma extension och är därmed utbytbara utan att det sammansatta uttryckets sanningsvärde förändras. Med andra ord, sanningen är räddad, salva veritate (Leibniz 1646–1716).

- Extensionell definition anger alla saker inom ett visst begreppsomfång, vilket kan vara användbart om t.ex. överblick av omfånget är mer relevant än analys av innehållet. Större mängder kan dock bli svåröverskådliga, och t.ex. en lista som anger namn och referens på världens alla botaniska växter säger lite om växternas relationer, egenskaper, eller hur de bör förstås.

- Inom icke-extensionella vetenskaper som studerar t.ex. kausalsammanhang, mentala handlingar osv, är extensionalitetsprincipen ofta otillräcklig, och man förlitar sig i högre grad på beskrivningar. Men en viss typ av extensionell definition är ändå vanlig och brukar godtas: ostensiv definition. Den anger extensionen för ett visst uttryck genom visning: t.ex. genom att man pekar på en viss egenskap som exemplifierar dess beskrivning.